# تون شميت
تون شميت (بالهولندية: Ton Schmidt)‏ هو لاعب كرة الماء هولندي، ولد في 31 يناير 1948 في لاهاي في هولندا.

## وصلات خارجية
- تون شميت على موقع أوليمبيديا (الإنجليزية)